# Inez de Castro
Inez de Castro est un mélodrame en prose de Victor Hugo écrit en 1818 à l'âge de 16 ans. La pièce est publiée pour la première fois en 1863.

## Construction
La pièce est constituée de trois actes faisant chacun respectivement sept, treize et six scènes. Chacun des actes est séparé d'un intermède, le premier de deux scènes, et le second d'une seule.

## Personnages
- Alphonse le Justicier, roi de Portugal
- Don Pèdre, infant de Portugal
- La Reine
- Inez de Castro, fille d'honneur de la reine
- Les deux enfants d'Inez
- L'alcade d'Alpuñar
- Romero, paysan
- Alix, fille de Romero
- Gomez, amoureux d'Alix
- Albaracin, chef des Maures
- Le Chancelier de Portugal
- Le Président du Haut Conseil
- Le Héraut de Justice

Juges, gardes, exécuteurs. Un greffier, geôliers. Villageois. Piqueurs. Veneurs. Grands. Dames. Officiers. Guerriers maures. Jeunes filles maures.